# Festival Internacional de Cine de Venecia de 1988
La 45ª edición del Festival Internacional de Cine de Venecia tuvo lugar entre el 29 de agosto y el 9 de septiembre de 1988.

## Jurados
Las siguientes personas fueron seleccionadas para formar parte del jurado de esta edición:
- Sergio Leone (Presidente)
- María Julia Bertotto
- Klaus Eder
- Hannah Fischer
- Gilbert de Goldschmidt
- Adoor Gopalakrishnan
- Lena Olin
- Natalya Ryazantseva
- Harry Dean Stanton
- Lina Wertmüller

## Películas

### Selección oficial

#### En Competición
Las películas siguientes compitieron para el León de Oro:
| Título en español                        | Título original                          | Director(es)       | País           |
| ---------------------------------------- | ---------------------------------------- | ------------------ | -------------- |
| El monje negro                           | Chyornyy monakh                          | Ivan Dykhovichny   | URSS           |
| Secreto en llamas                        | Burning Secret                           | Andrew Birkin      | Reino Unido    |
| Campo de Thiaroye                        | Camp de Thiaroyé                         | Ousmane Sembène    | Senegal        |
| Chess King                               | Qi wang                                  | Teng Wenji         | China          |
| Dear Gorbachev                           | Caro Gorbaciov                           | Carlo Lizzani      | Italia         |
| Dedé Mamata                              | Dedé Mamata                              | Rodolfo Brandão    | Brasil         |
| Eldorado                                 | Eldorádó                                 | Géza Bereményi     | Hungría        |
| Once More                                | Once More                                | Paul Vecchiali     | Francia        |
| Tiempos difíciles                        | Tempos dificeis                          | João Botelho       | Portugal       |
| Verano atormentado                       | Haunted Summer                           | Ivan Passer        | Estados Unidos |
| Gli invisibili                           | Gli invisibili                           | Pasquale Squitieri | Italia         |
| Paisaje en la niebla                     | Topio stin omichli                       | Theo Angelopoulos  | Grecia         |
| La leyenda del santo bebedor             | La leggenda del santo bevitore           | Ermanno Olmi       | Italia         |
| Luces y sombras                          | Luces y sombras                          | Jaime Camino       | España         |
| Madame Sousatzka                         | Madame Sousatzka                         | John Schlesinger   | Reino Unido    |
| Los modernos                             | The Moderns                              | Alan Rudolph       | Estados Unidos |
| Un asunto de mujeres                     | Une affaire de femmes                    | Claude Chabrol     | Francia        |
| En mitad del corazón                     | À corps perdu                            | Léa Pool           | Canadá         |
| Las cosas cambian                        | Things Change                            | David Mamet        | Estados Unidos |
| Las tribulaciones de Balthasar Kober     | Niezwykla podróz Baltazara Kobera        | Wojciech Has       | Polonia        |
| Un señor muy viejo con unas alas enormes | Un señor muy viejo con unas alas enormes | Fernando Birri     | Cuba           |
| Mujeres al borde de un ataque de nervios | Mujeres al borde de un ataque de nervios | Pedro Almodóvar    | España         |

#### Eventos especiales
Las películas siguientes fueron seleccionadas para ser exhibidas como eventos especiales:
| Título en español             | Título original               | Director(es)                         | País           |
| ----------------------------- | ----------------------------- | ------------------------------------ | -------------- |
| Ashik-Kerib                   | Ashik-Kerib                   | Sergei Parajanov                     | URSS           |
| Casanova                      | Casanova                      | Alexandre Volkoff                    | Francia        |
| Private Access                | Codice privato                | Francesco Maselli                    | Italia         |
| El joven Toscanini            | Il giovane Toscanini          | Franco Zeffirelli                    | Italia         |
| Mr. North                     | Mr. North                     | Danny Huston                         | Estados Unidos |
| La última tentación de Cristo | The Last Temptation of Christ | Martin Scorsese                      | Estados Unidos |
| Une histoire de vent          | Une histoire de vent          | Joris Ivens, Marceline Loridan Ivens | Francia        |
| Un petit monastère en Toscane | Un petit monastère en Toscane | Otar Iosseliani                      | Francia        |
| ¿Quién engañó a Roger Rabbit? | Who Framed Roger Rabbit       | Robert Zemeckis                      | Estados Unidos |

### Otras Secciones

#### Venezia Notte
Las películas siguientes fueron seleccionadas para ser exhibidas en la sección Venezia Notte:
| Título en español                 | Título original                      | Director(es)                   | País           |
| --------------------------------- | ------------------------------------ | ------------------------------ | -------------- |
| Un pez llamado Wanda              | A Fish Called Wanda                  | Charles Crichton               | Reino Unido    |
| Big                               | Big                                  | Penny Marshall                 | EE. UU.        |
| La fuerza de un ser menor         | Dominick and Eugene                  | Robert M. Young                | EE. UU.        |
| Víctima y verdugo                 | Hitting Home                         | Robin Spry                     | Canadá         |
| Good Morning, Vietnam             | Good Morning, Vietnam                | Barry Levinson                 | Estados Unidos |
| La vida es un largo río tranquilo | La vie est un long fleuve tranquille | Étienne Chatiliez              | Francia        |
| Manifesto                         | Manifesto                            | Dusan Makavejev                | EE. UU.        |
| Nosferatu en Venecia              | Nosferatu a Venezia                  | Augusto Caminito, Mario Caiano | Italia         |

#### Orizzonti
Las películas siguientes fueron seleccionadas para ser exhibidas en la sección Orizzonti:
| Título en español          | Título original            | Director(es)              | País      |
| -------------------------- | -------------------------- | ------------------------- | --------- |
| Monologue                  | Anantaram                  | Adoor Gopalakrishnan      | India     |
| Appuntamento a Liverpool   | Appuntamento a Liverpool   | Marco Tullio Giordana     | Italia    |
| Boulevards d'Afrique       | Boulevards d'Afrique       | Jean Rouch, Tam-Sir Doueb | Francia   |
| El color escondido         | El color escondido         | Raúl de la Torre          | Argentina |
| Fiori di zucca             | Fiori di zucca             | Stefano Pomilia           | Italia    |
| Hayallerim, Askim ve Sen   | Hayallerim, Askim ve Sen   | Atif Yilmaz               | Turquía   |
| Iguana                     | Iguana                     | Monte Hellman             | Italia    |
| Komitas                    | Komitas                    | Don Askarian              | Armenia   |
| Sad zhelaniy               | Sad zhelaniy               | Ali Khamraev              | URSS      |
| Los hijos de la golondrina | Ta paidia tis Helidonas    | Costas Vrettakos          | Grecia    |
| Treno di panna             | Treno di panna             | Andrea De Carlo           | Italia    |
| ZEN - Zona Espansione Nord | ZEN - Zona Espansione Nord | Gian Vittorio Baldi       | Italia    |

### Secciones independientes

#### Semana de la crítica Internacional
Las películas siguientes fueron seleccionadas para la 5ª Semana Internacional de la Crítica del Festival de Cine de Venecia:
| Título en España            | Título original             | Director(es)    | País          |
| --------------------------- | --------------------------- | --------------- | ------------- |
| Il bacio di Giuda           | Il bacio di Giuda           | Paolo Benvenuti | Italia        |
| The Glass Sky               | Der gläserne Himmel         | Nina Grosse     | RFA           |
| Ghosts... of the Civil Dead | Ghosts... of the Civil Dead | John Hillcoat   | Australia     |
| Grandes ambiciones          | High Hopes                  | Mike Leigh      | Reino Unido   |
| Let's Get Lost              | Let's Get Lost              | Bruce Weber     | EE. UU.       |
| Muerte Negra                | Mortu Nega                  | Flora Gomes     | Guinea Bissau |
| La pequeña Vera             | Malenkaya Vera              | Vasili Pichul   | URSS          |
| Off Season                  | Nachsaison                  | Wolfram Paulus  | Austria       |

### Retrospectivas
L'immagine elettronica - Contaminazioni
| Título original          | Director                    | País        | Año  |
| ------------------------ | --------------------------- | ----------- | ---- |
| 3 A.M.                   | Jerry Chater                | EE. UU.     | 1988 |
| Big Time                 | Chris Blum                  | EE. UU.     | 1988 |
| Brian Hunter             | Giuseppe Asaro              | Italia      | 1988 |
| Cause and Effect (corto) | John Sanboron, Mary Perillo | EE. UU.     | 1988 |
| Hey hey (corto)          | Julien Temple               | EE. UU.     | 1988 |
| Picnic (corto)           | Paul Vester                 | EE. UU.     | 1988 |
| Steps (corto)            | Zbigniew Rybczynski         | Italia      | 1988 |
| The last of England      | Derek Jarman                | Reino Unido | 1988 |

L'immagine elettronica - Lessici visivi
| Título original              | Director                               | País        | Año  |
| ---------------------------- | -------------------------------------- | ----------- | ---- |
| Atomic Dream (corto)         | Teri Yarbrow                           | EE. UU.     | 1987 |
| Dolmen (corto)               | Ko Nakajima                            | Japón       | 1988 |
| Fluxus Events                | Michele Avantario                      | Italia      | 1988 |
| Immagina VG (corto)          | Mario Convertino                       | Italia      | 1988 |
| Mandinka (corto)             | John Maybury                           | Reino Unido | 1988 |
| Mondo Video (corto)          | Kevin Godley, Lol Creme                | Reino Unido | 1988 |
| My Sweet immagina (corto)    | Ranuccio Sodi                          | Italia      | 1988 |
| New Order (corto)            | Michael Shamberg                       | EE. UU.     | 1988 |
| Passion (corto)              | Yervant Gianikian, Angela Ricci Lucchi | Italia      | 1988 |
| Scum of Perestroika (corto)  | Peter Wronski                          | Canadá      | 1988 |
| Squeezeangezaum              | Gianni Toti                            | Italia      | 1988 |
| The duel (corto)             | Zbigniew Rybczynski                    | EE. UU.     | 1988 |
| Thus note is for you (corto) | Julien Temple                          | EE. UU.     | 1988 |
| Wired (corto)                | Matt Forrest                           | Reino Unido | 1988 |

Pier Paolo Pasolini un Cinema di Poesia
| Título español                                                                              | Título original                                             | Año  |
| ------------------------------------------------------------------------------------------- | ----------------------------------------------------------- | ---- |
| Accattone                                                                                   | Accattone                                                   | 1961 |
| Mamma Roma                                                                                  | Mamma Roma                                                  | 1962 |
| La rabia                                                                                    | La Rabbia                                                   | 1963 |
| Ro.Go.Pa.G. (fragmento La Ricotta)                                                          | Ro.Go.Pa.G. (fragmento La Ricotta)                          | 1963 |
| Reconocimiento de localizaciones en Palestina para la película El Evangelio según San Mateo | Sopralluoghi in Palestina per il Vangelo secondo Matteo     | 1963 |
| El Evangelio según San Mateo                                                                | Il Vangelo secondo Matteo                                   | 1964 |
| Encuesta sobre el amor                                                                      | Comizi d'amore                                              | 1965 |
| Pajaritos y pajarracos                                                                      | Uccellacci e uccellini                                      | 1966 |
| Las brujas (fragmento La Terra vista dalla Luna)                                            | Le Streghe                                                  | 1967 |
| Edipo rey                                                                                   | Edipo Re                                                    | 1967 |
| Capriccio all'italiana (fragmento Che cosa sono le nuvole?)                                 | Capriccio all'italiana (fragmento Che cosa sono le nuvole?) | 1968 |
| Appunti per un film sull'India                                                              | Appunti per un film sull'India                              | 1969 |
| Appunti per un romanzo dell'immondeza                                                       | Appunti per un romanzo dell'immondeza                       | 1969 |
| Medea                                                                                       | Medea                                                       | 1970 |
| Amor y rabia (fragmento La Sequenza del Fiore di Carta)                                     | Amore e Rabbia                                              | 1969 |
| Pocilga                                                                                     | Porcile                                                     | 1969 |
| El Decamerón                                                                                | Il Decameron                                                | 1970 |
| Las murallas de Sanaá (corto)                                                               | Le Mura di Sana'a                                           | 1971 |
| Apuntes para una Orestíada africana                                                         | Appunti per un'Orestiade africana                           | 1971 |
| Los cuentos de Canterbury                                                                   | I racconti di Canterbury                                    | 1972 |
| 12 de diciembre                                                                             | Dodici Dicembre                                             | 1972 |
| Las Mil y una Noches                                                                        | Il fiore delle Mille e una notte                            | 1974 |
| Teorema                                                                                     | Teorema                                                     | 1974 |
| Saló o los 120 días de Sodoma                                                               | Salò o le 120 giornate di Sodoma                            | 1975 |

## Premios

### Sección oficial-Venecia 45

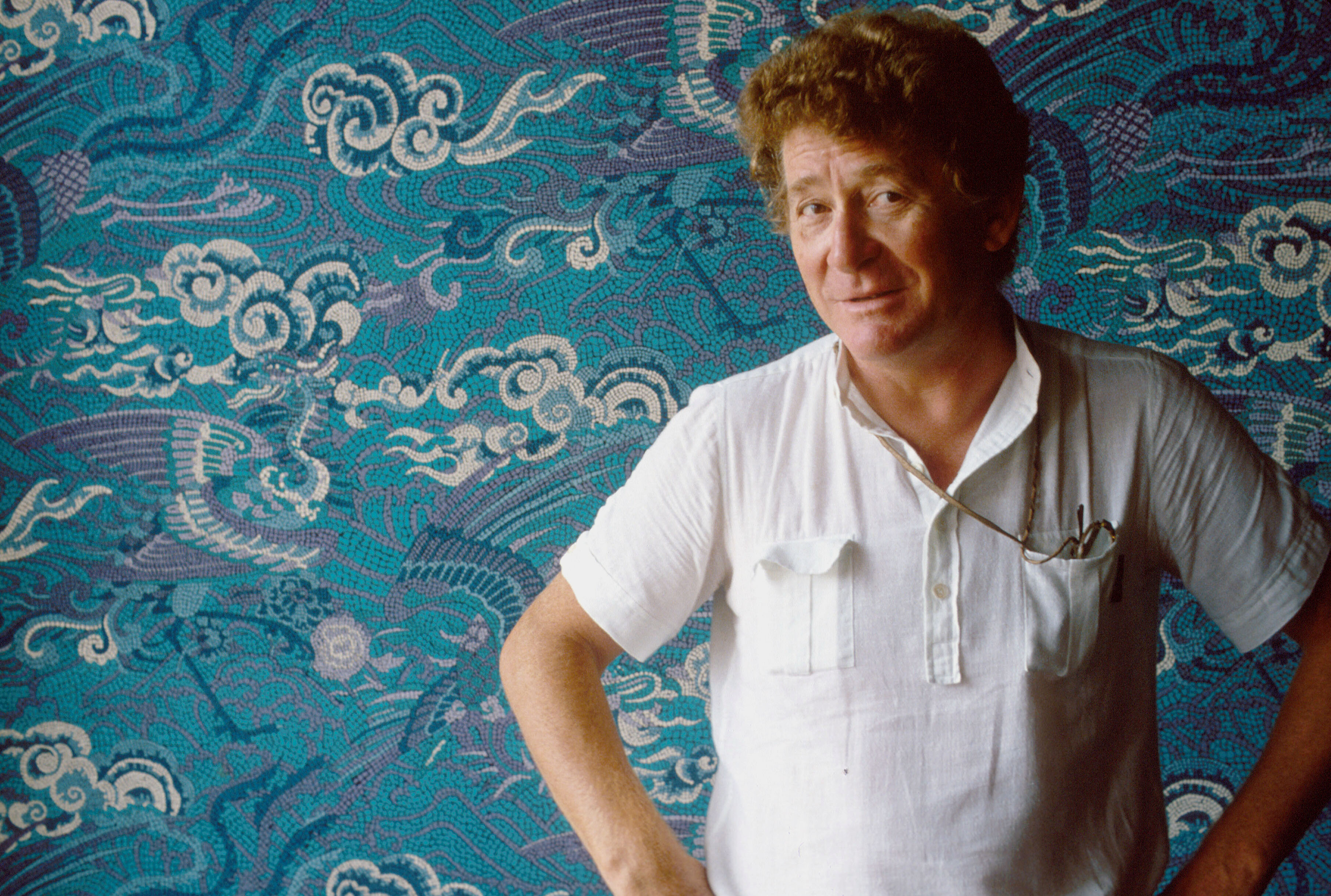
Ermanno Olmi, ganador del León de Oro en el 45.º Festival de Venecia

Las siguientes películas fueron premiadas en el festival:
- León de Oro a la mejor película: La leyenda del santo bebedor de Ermanno Olmi
- León de Plata: Paisaje en la niebla de Theo Angelopoulos
- Premio especial del jurado: Campo de Thiaroye de Ousmane Sembène
- Golden Osellaː 
  - Golden Osella a la mejor fotografía: Giorgos Arvanitis por Australia
  - Golden Osella al mejor guion: Pedro Almodóvar  por Mujeres al borde de un ataque de nervios
  - Golden Osella a la mejor fotografía: Vadim Yusov por El monje negro
  - Golden Osella a la mejor BSO:  José María Vitier, Gianni Nocenzi, Pablo Milanés por Un señor muy viejo con unas alas enormes
- Copa Volpi al mejor actor: Joe Mantegna & Don Ameche por Las cosas cambian
- Copa Volpi a la mejor actriz: Shirley MacLaine por Madame Sousatzka y Isabelle Huppert por Un asunto de mujeres

Mención especial: David Eberts por Secreto en llamas
- León de Oro a la trayectoria: Joris Ivens
- Medalla de oro del Presidente del Senado italiano: Dear Gorbachev de Carlo Lizzani

### Otros premios
- Premio New Cinema 
  - Campo de Thiaroye de Ousmane Sembène
  - Gli invisibili de Pasquale Squitieri

Mención especial: Un petit monastère en Toscane de Otar Ioseliani
- Premio de los Estudiantes de la Universidad 'La Sapienza'
  - Paisaje en la niebla de Theo Angelopoulos
  - Ghosts... of the Civil Dead de John Hillcoat
- Golden Ciak
  - Mejor película - Un asunto de mujeres de Claude Chabrol
  - Mejor Actor - Klaus Maria Brandauer por Secreto en llamas
  - Mejor actriz - Carmen Maura por Mujeres al borde de un ataque de nervios